# Telèsia
Telèsia (llatí: Telesia grec antic: Τελεσία) va ser una ciutat important del Samni a la vall del Calor prop de la confluència amb el Volturnus. Estava situada a la Via Llatina, o més aviat en un ramal d'aquella via que portava des de Teanum, a la Campània passant per Allifae fins a Beneventum, segons l'Itinerari d'Antoní i la Taula de Peutinger.
La ciutat s'esmenta per primer cop durant la Segona Guerra Púnica, tot i estar situada a la vall del Calor, escenari de moltes lluites, quan Aníbal la va ocupar l'any 217 aC quan va entrar al Sàmnium, però va ser reconquerida per Quint Fabi Màxim Berrugós el 214 aC, segons Titus Livi.
Va ser una ciutat que en temps d'Estrabó era ja molt decadent, com altres ciutats del Samni, encara que per part del Triumvirat va rebre una colònia romana i va mantenir el rang colonial durant l'Imperi. Era el lloc de naixement del cap samnita famós durant la guerra social, Ponci Telesí Major, i probablement també de Gai Ponci, el guanyador de la batalla de les Forques Caudines.
A l'edat mitjana era la seu d'un bisbat i va tenir una catedral. La ciutat es va desplaçar lleugerament cap al sud. Les ruïnes de la ciutat romana, que consisteixen en unes muralles i restes de l'amfiteatre i del circ, es troben properes a la vila actual de Telese.